# Paradisträd
Paradisträd eller penningträd, krassula (Crassula ovata)  är en suckulent som ursprungligen kommer från Sydafrika.
Som vildväxande blir paradisträdet en 1–2 meter hög buske.

## Krukväxt
Paradisträdet är en av de gamla klassiska krukväxterna i Sverige och har anor sedan mitten av 1800-talet. Eftersom dess ursprung är torra stäppmarker, är det en oöm krukväxt som trivs utmärkt i torr inomhusluft.
Som andra suckulenter trivs paradisträdet bäst i sandblandad, inte för näringsrik jord. Sol är bäst, men växten klarar också att stå i skugga. Vattning bör ske sparsamt.
Det är ovanligt att ett paradisträd i kruka blommar. Det är dessutom bara gamla exemplar som kan blomma, och kräver att växten får stå svalt och torrt under vintern.
De är, liksom vissa andra fetbladsväxter, effektiv på att ta upp och lagra koldioxid i bladen även nattetid (tack vare CAM-fotosyntes). Växtodlare anser att den därför är särskilt lämplig att placera i ett sovrum.

## Bilder

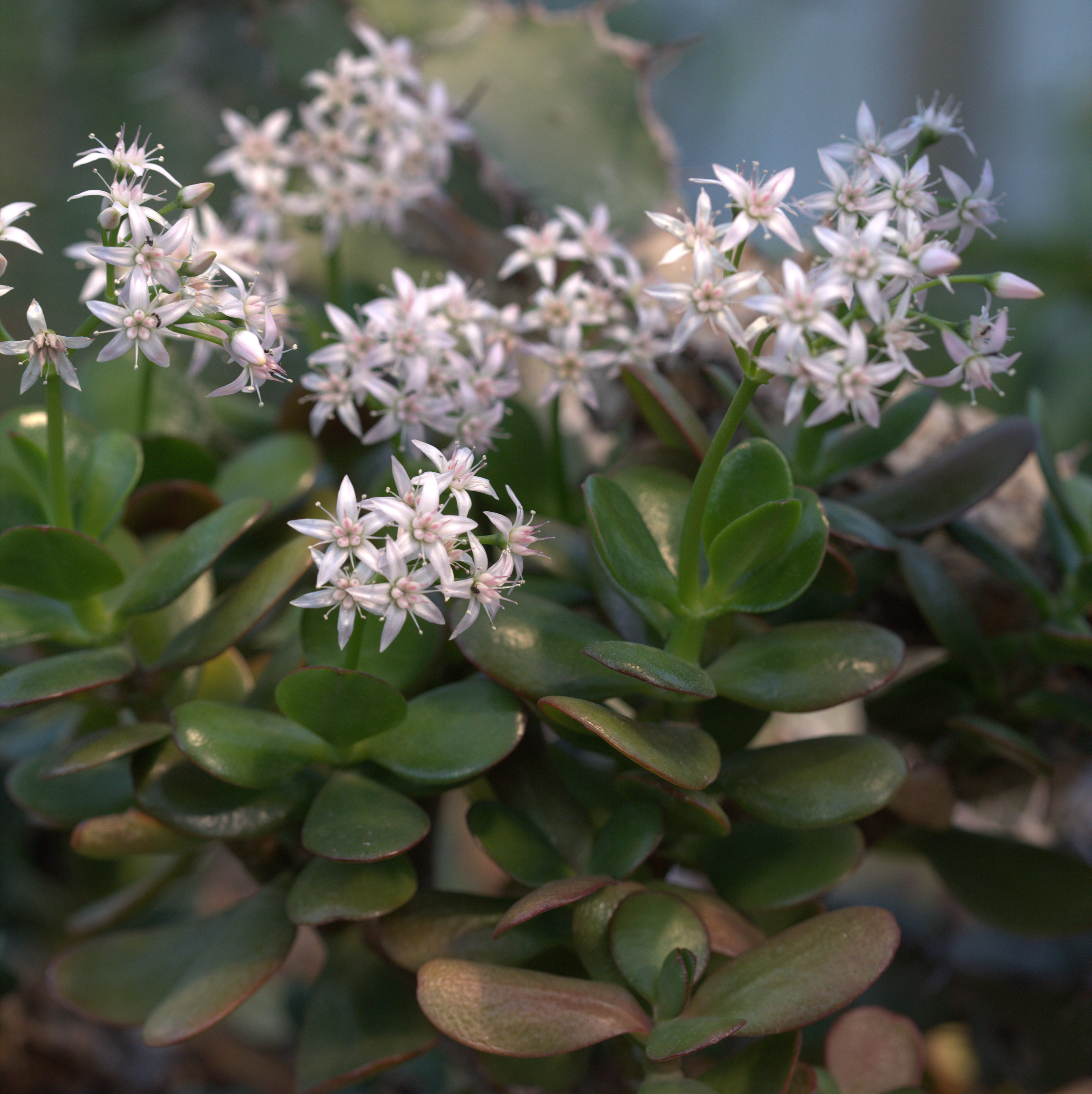
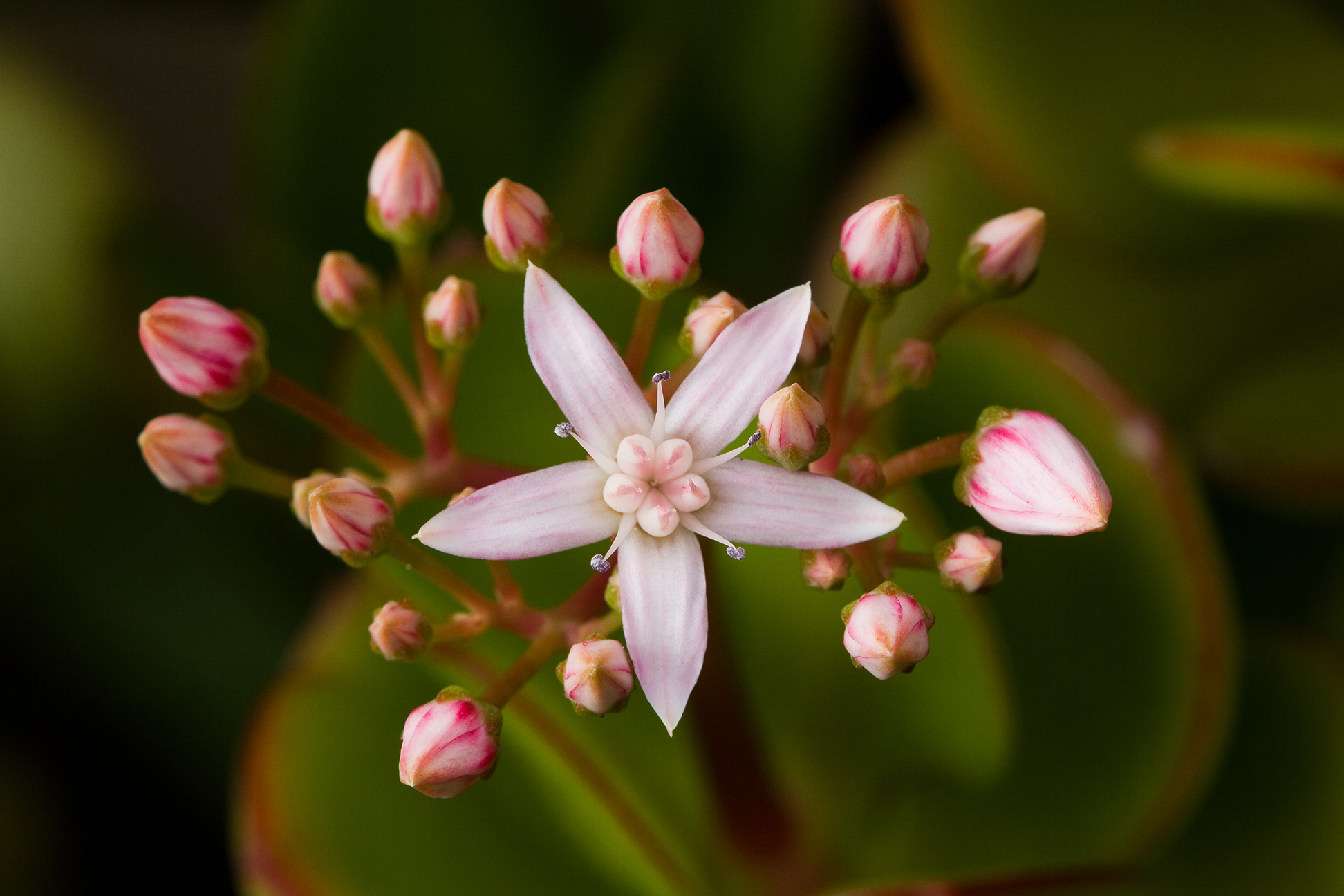
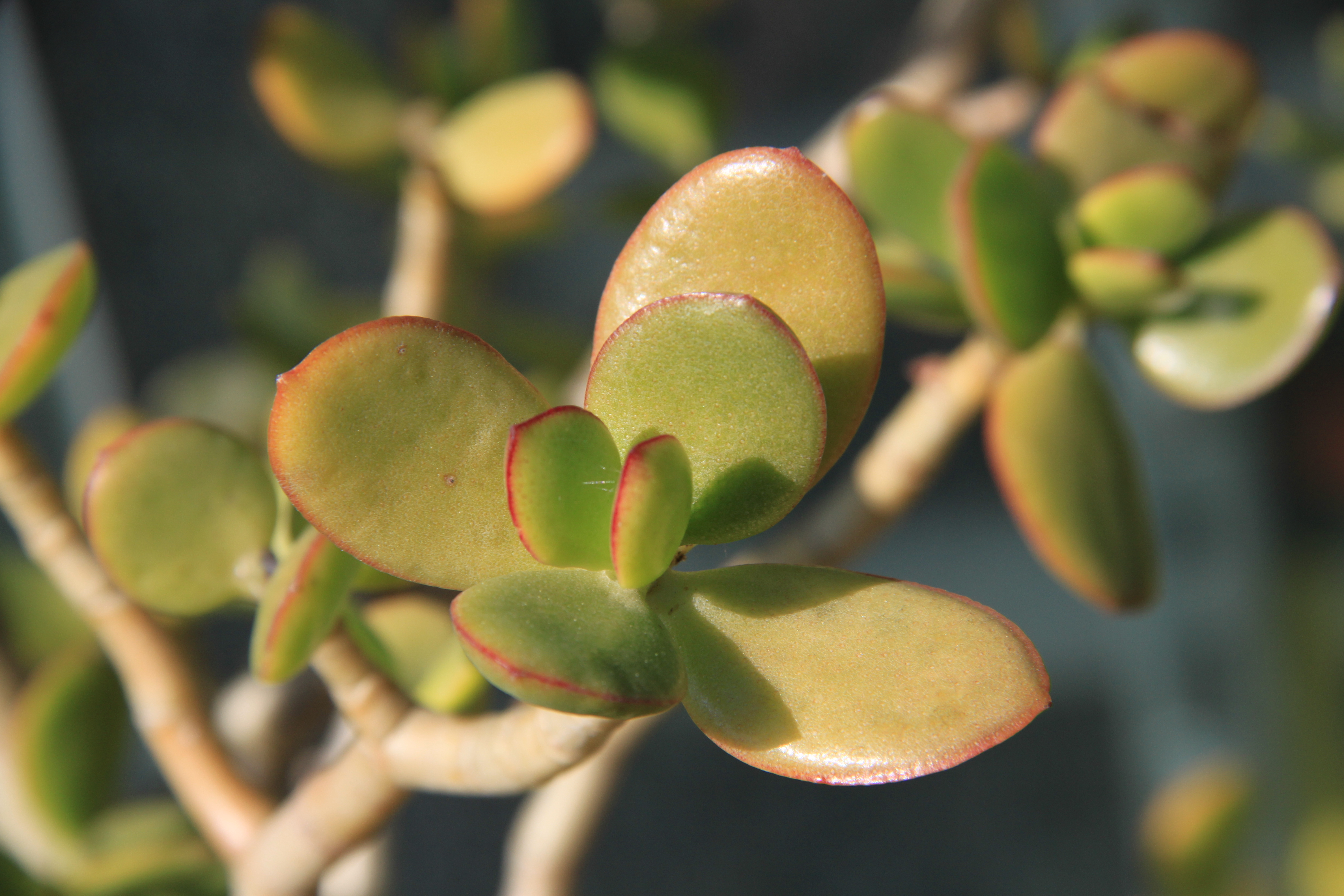
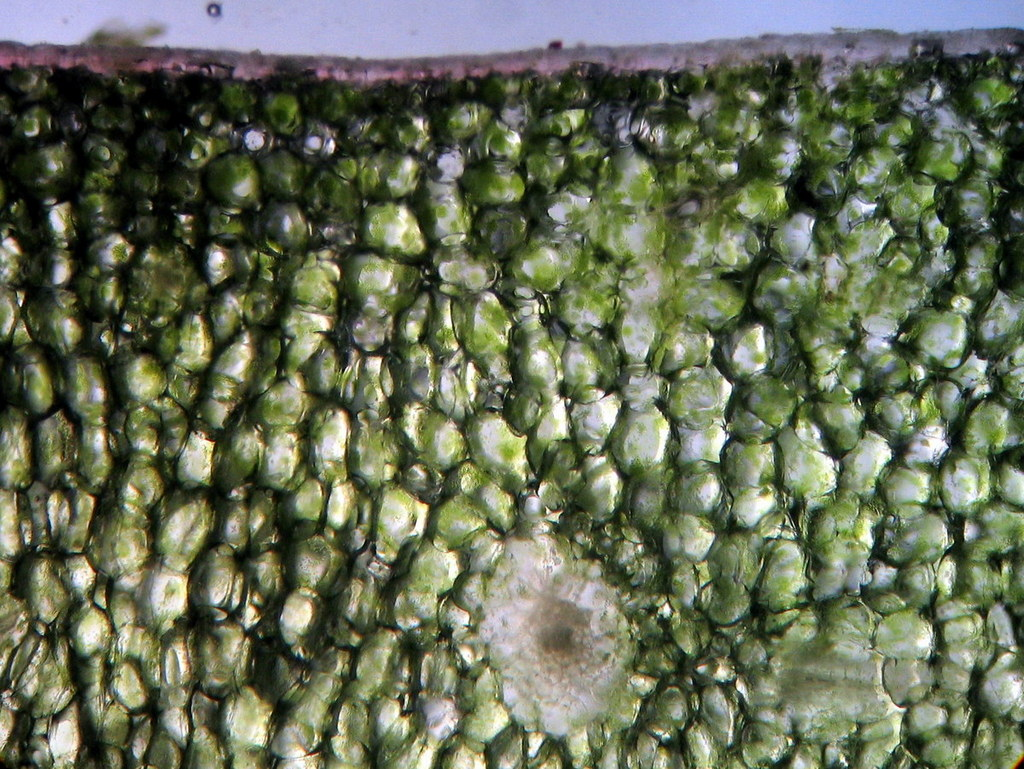
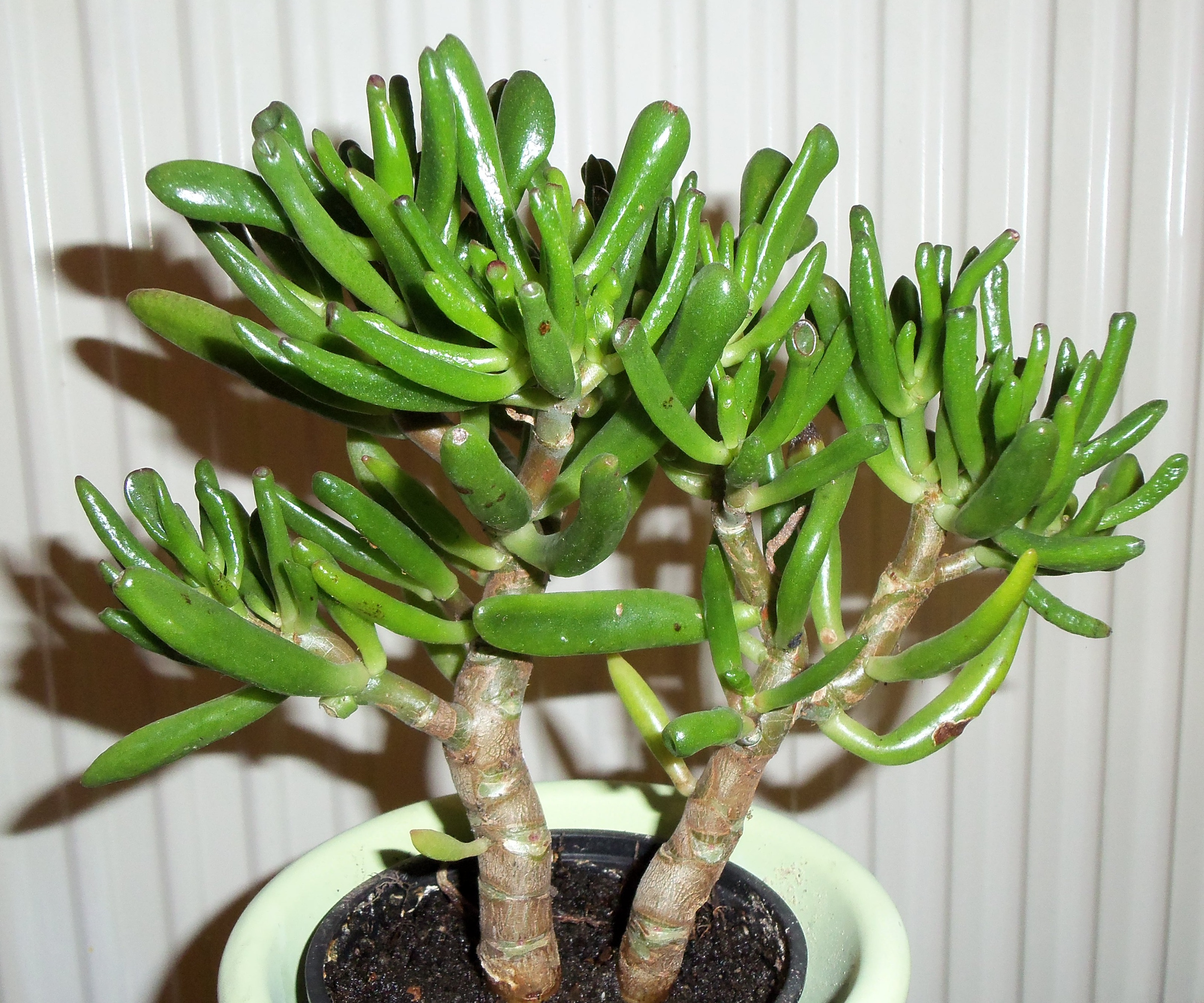
'Monstruosa'
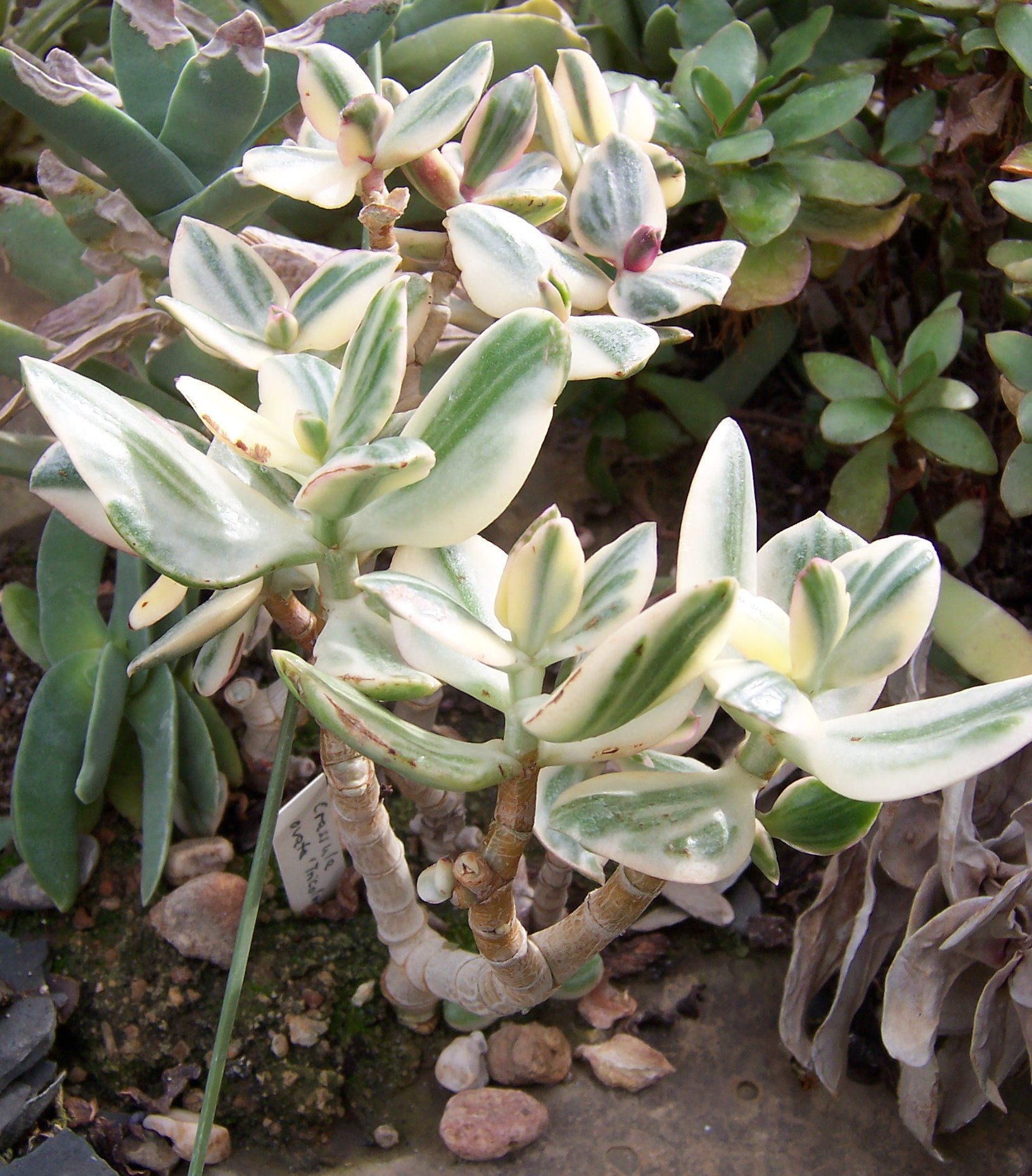
'Tricolor'